# Tour de France 1974
| 61. Tour de France 1974 – Endstand |                       |                           |
| Streckenlänge                      | 22 Etappen, 4104,2 km | 22 Etappen, 4104,2 km     |
| Sieger                             | Eddy Merckx           | 116:16:58 h (35,295 km/h) |
| Zweiter                            | Raymond Poulidor      | + 8:04 min                |
| Dritter                            | Vicente López Carril  | + 8:09 min                |
| Vierter                            | Wladimiro Panizza     | + 10:59 min               |
| Fünfter                            | Gonzalo Aja           | + 11:24 min               |
| Sechster                           | Joaquim Agostinho     | + 14:24 min               |
| Siebenter                          | Michel Pollentier     | + 16:34 min               |
| Achter                             | Mariano Martínez      | + 18:33 min               |
| Neunter                            | Alain Santy           | + 19:55 min               |
| Zehnter                            | Herman Van Springel   | + 24:11 min               |
| Punktewertung                      | Patrick Sercu         | 283 P.                    |
| Zweiter                            | Eddy Merckx           | 270 P.                    |
| Dritter                            | Barry Hoban           | 170 P.                    |
| Bergwertung                        | Domingo Perurena      | 161 P.                    |
| Zweiter                            | Eddy Merckx           | 118 P.                    |
| Dritter                            | José-Luis Abilleira   | 109 P.                    |
| Teamwertung                        | KAS                   | KAS                       |

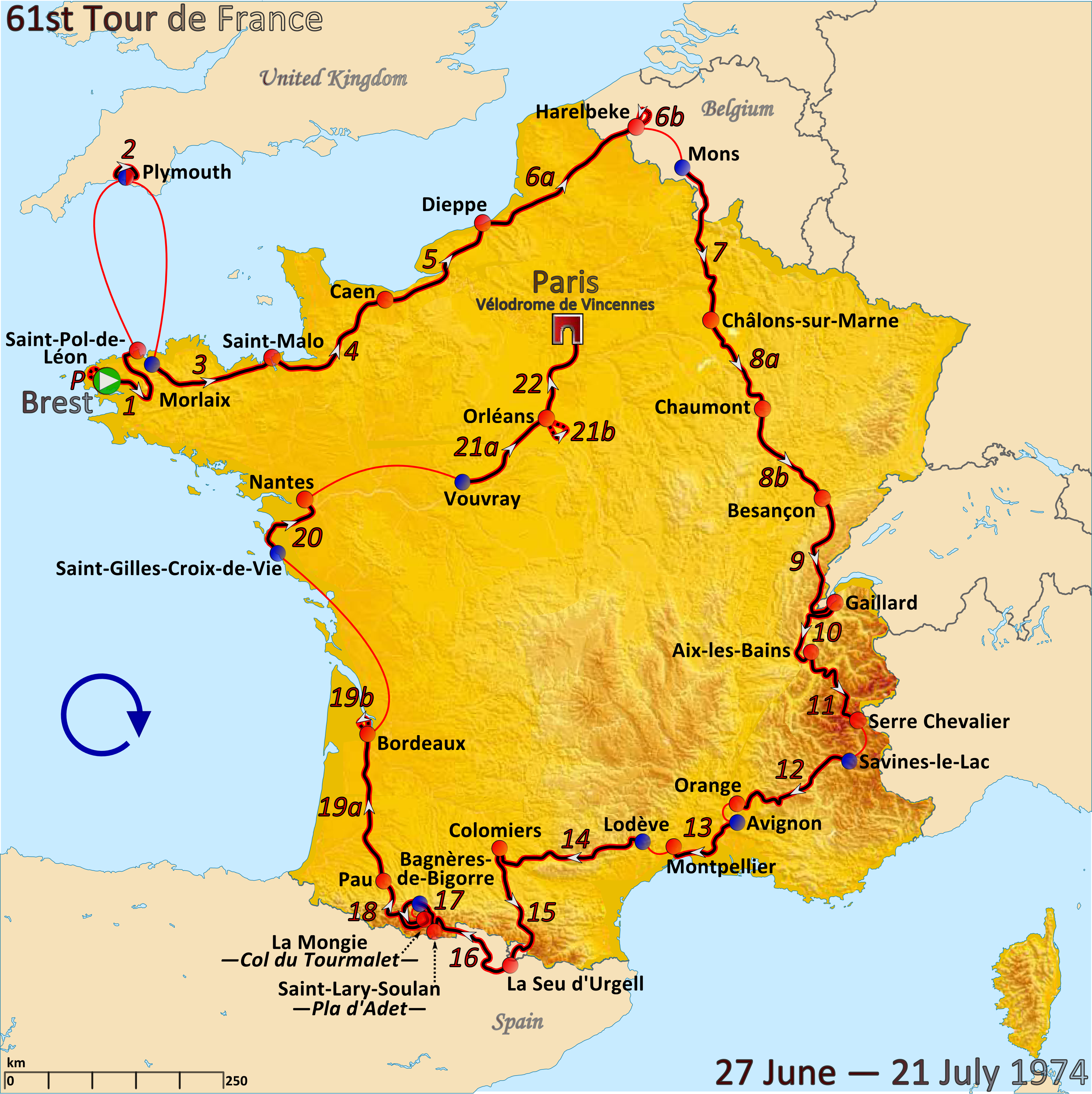
Streckenverlauf

Die 61. Tour de France fand vom 27. Juni bis 21. Juli 1974 statt und führte auf 22 Etappen über 4098 km. Während Luis Ocaña Pernía und Joop Zoetemelk nicht an den Start gingen, war Eddy Merckx, der im Vorjahr ausgesetzt hatte, der große Favorit. Zum ersten Mal fand eine Etappe der Tour de France in Großbritannien statt. Es nahmen 130 Rennfahrer an der Rundfahrt teil, von denen 105 klassifiziert wurden.

## Rennverlauf
Merckx setzte sich beim Prolog in Brest durch, gab das Gelbe Trikot nach einem Tag aber zunächst wieder ab.
Der Franzose Raymond Poulidor gewann im Alter von 38 Jahren die Etappe zum Pla d’Adet nach einer Soloflucht und belegte am Ende den zweiten Platz in der Gesamtwertung, knapp vor dem Spanier Vicente López Carril, der ebenfalls eine Etappe gewonnen hatte. Erst beim letzten Einzelzeitfahren, der vorletzten Etappe, schob sich Poulidor, der vorher über zwei Minuten hinter López Carril lag, noch um eine Sekunde an dem Spanier vorbei.
Auf der letzten Etappe, die 1974 zum letzten Mal im Velodrom La Cipale in Paris endete, konnte sich Merckx im Sprint durchsetzten, nachdem er am Tag zuvor das Zeitfahren überraschend nicht hatte gewinnen können.
Patrick Sercu, der drei Etappen für sich entschieden hatte und für einen Tag das Gelbe Trikot trug, gewann das Grüne Trikot, Domingo Perurena aus Spanien setzte sich in der Bergwertung gegen Eddy Merckx durch.
Bei seiner fünften Teilnahme gewann Merckx die Tour de France zum fünften Mal und siegte dabei bei acht Etappen. Dennoch war Merckx’ Sieg nicht so souverän wie bei seinen ersten Toursiegen: In den Pyrenäen und im letzten Zeitfahren zeigte der Belgier ungeahnte Schwächen, die seinen Sieg aber nicht in Gefahr brachten.

## Die Etappen
| Etappen        | Tag      | Start – Ziel                         | km         | Etappensieger            | Gelbes Trikot   |
| -------------- | -------- | ------------------------------------ | ---------- | ------------------------ | --------------- |
| Prolog         | 27. Juni | Brest                                | 7,1 (EZF)  | Eddy Merckx              | Eddy Merckx     |
| 1. Etappe      | 28. Juni | Brest – Saint-Pol-de-Léon            | 144        | Ercole Gualazzini        | Joseph Bruyère  |
| 2. Etappe      | 29. Juni | Plymouth (GB) – Plymouth (GB)        | 163,7      | Henk Poppe               | Joseph Bruyère  |
| 3. Etappe      | 30. Juni | Morlaix – Saint-Malo                 | 190        | Patrick Sercu            | Joseph Bruyère  |
| 4. Etappe      | 1. Juli  | Saint-Malo – Caen                    | 184,5      | Patrick Sercu            | Eddy Merckx     |
| 5. Etappe      | 2. Juli  | Caen – Dieppe                        | 165        | Ronald De Witte          | Gerben Karstens |
| 6. Etappe (a)  | 3. Juli  | Dieppe – Harelbeke (BEL)             | 239        | Jean-Luc Molineris       | Patrick Sercu   |
| 6. Etappe (b)  | 3. Juli  | Harelbeke (BEL) – Harelbeke (BEL)    | 9 (MZF)    | Molteni                  | Gerben Karstens |
| 7. Etappe      | 4. Juli  | Mons (BEL) – Chalons-sur-Marne       | 221,5      | Eddy Merckx              | Eddy Merckx     |
| 8. Etappe (a)  | 5. Juli  | Chalons-sur-Marne – Chaumont         | 136        | Cyrille Guimard          | Eddy Merckx     |
| 8. Etappe (b)  | 5. Juli  | Chaumont – Besançon                  | 152        | Patrick Sercu            | Eddy Merckx     |
| 9. Etappe      | 6. Juli  | Besançon – Gaillard                  | 241        | Eddy Merckx              | Eddy Merckx     |
| 10. Etappe     | 7. Juli  | Gaillard – Aix-les-Bains             | 131,5      | Eddy Merckx              | Eddy Merckx     |
| 11. Etappe     | 8. Juli  | Aix-les-Bains – Serre Chevalier      | 199        | Vicente López Carril     | Eddy Merckx     |
| Ruhetag        |          |                                      |            |                          |                 |
| 12. Etappe     | 10. Juli | Savines-le-Lac – Orange              | 231        | Jozef Spruyt             | Eddy Merckx     |
| 13. Etappe     | 11. Juli | Avignon – Montpellier                | 126        | Barry Hoban              | Eddy Merckx     |
| 14. Etappe     | 12. Juli | Lodève – Colomiers                   | 248,5      | Jean-Pierre Genet        | Eddy Merckx     |
| 15. Etappe     | 13. Juli | Colomiers – La Seu d’Urgell (ESP)    | 225        | Eddy Merckx              | Eddy Merckx     |
| 16. Etappe     | 14. Juli | La Seu d'Urgell (ESP) – Pla d’Adet   | 209        | Raymond Poulidor         | Eddy Merckx     |
| 17. Etappe     | 15. Juli | Saint-Lary-Soulan – Col du Tourmalet | 119        | Jean-Pierre Danguillaume | Eddy Merckx     |
| 18. Etappe     | 16. Juli | Bagnères-de-Bigorre – Pau            | 141,5      | Jean-Pierre Danguillaume | Eddy Merckx     |
| 19. Etappe (a) | 17. Juli | Pau – Bordeaux                       | 195,5      | Francis Campaner         | Eddy Merckx     |
| 19. Etappe (b) | 18. Juli | Bordeaux – Bordeaux                  | 12,4 (EZF) | Eddy Merckx              | Eddy Merckx     |
| 20. Etappe     | 19. Juli | Saint-Gilles-Croix-de-Vie – Nantes   | 117        | Gérard Vianen            | Eddy Merckx     |
| 21. Etappe (a) | 20. Juli | Vouvray – Orléans                    | 112,5      | Eddy Merckx              | Eddy Merckx     |
| 21. Etappe (b) | 20. Juli | Orléans – Orléans                    | 37,5 (EZF) | Michel Pollentier        | Eddy Merckx     |
| 22. Etappe     | 21. Juli | Orléans – Paris                      | 146        | Eddy Merckx              | Eddy Merckx     |